# Ушел
Ушел (фр. Auchel) насеље је и општина у североисточној Француској у региону Север-Па д Кале, у департману Па де Кале која припада префектури Béthune.
По подацима из 2011. године у општини је живело 10.993 становника, а густина насељености је износила 1832,17 становника/km². Општина се простире на површини од 6 km². Налази се на средњој надморској висини од 99 метара (максималној 157 m, а минималној 68 m).

## Демографија
| 1962.  | 1968.  | 1975.  | 1982.  | 1990.  | 1999.  | 2011.  |
| ------ | ------ | ------ | ------ | ------ | ------ | ------ |
| 13.770 | 14.091 | 13.329 | 12.535 | 11.813 | 11.392 | 10.993 |

График промене броја становника у току последњих година